# Mühlenau
La Mühlenau (nommée aussi : Rellau ou Rellingbeck) est un ruisseau et plus tard une petite rivière au Schleswig-Holstein, en Allemagne.

## Description
La Mühlenau naît à l'extrémité orientale du marais de Holm (sur le territoire de la commune de Quickborn), directement à côté de l'autoroute 7, à partir de plusieurs fossés. Dans la zone de prairies et de pâturages entre Norderstedt et Hasloh, elle absorbe ensuite sur sa gauche le Moorbek, une rivièsre. Elle traverse ensuite Bönningstedt et Ellerbek ainsi que Rellingen, raison pour laquelle elle est également appelée Rellau.
Au sud de Rellingen, la Mühlenau forme la frontière communale avec Pinneberg. Enfin, la Mühlenau se jette dans le Pinnau, à l'ouest de Pinneberg.
La Mühlenau a été endiguée pendant des siècles peu avant son embouchure, et ce jusqu'en 1924, afin de préserver un étang de moulin. À sa sortie se trouvait un moulin à eau, appelé plus tard Bauernmühle.